# Platydoras armatulus
Platydoras armatulus är en fiskart som först beskrevs av Valenciennes, 1840.  Platydoras armatulus ingår i släktet Platydoras och familjen Doradidae. Inga underarter finns listade i Catalogue of Life.